# Polynoe thouarellicola
Polynoe thouarellicola är en ringmaskart som beskrevs av Hartmann-Schröder 1989. Polynoe thouarellicola ingår i släktet Polynoe och familjen Polynoidae. Inga underarter finns listade i Catalogue of Life.